# Pfarrmauer
Pfarrmauer är ett berg i Österrike. Det ligger i förbundslandet Oberösterreich, i den östra delen av landet, 150 km väster om huvudstaden Wien. Pfarrmauer ligger 1 052 meter över havet. Närmaste större samhälle är Landl, 16 km sydost om Pfarrmauer. 